# Tarier des Canaries
Saxicola dacotiae
Espèce
Statut de conservation UICN

 NT  : Quasi menacé
Le Tarier des Canaries (Saxicola dacotiae) est une espèce d'oiseaux de la famille des Muscicapidae.

## Sous-espèces
- S. d. dacotiae (Meade-Waldo, 1889) — Fuerteventura ;
- † S. d. murielae Bannerman, 1913 — Montaña Clara & Alegranza.